# Milisecundă
O milisecundă reprezintă a mia parte (0,001 sau 10−3 sau 1/1000) dintr-o secundă. O unitate de 10 milisecunde poate fi numită centisecundă, iar una de 100 milisecunde o decisecundă, dar aceste nume sunt rareori folosite. Pentru a ajuta la compararea comenzilor de mărime de timpuri diferite, această pagină listează timpuri între 10⁻³ secunde și 10⁰ secunde.